# Patricia Elsener
Patricia Elsener   (Oakland, 22 d'octubre de 1929 - 29 de setembre de 2019) fou una saltadora estatunidenca que va competir durant la dècada de 1940.
El 1948 va prendre part en els Jocs Olímpics d'Estiu de Londres, on disputà dues proves del programa de salts. Guanyà la medalla de plata en la competició del salt de palanca de 10 metres i la de bronze en la del salt de trampolí de 3 metres.
El 1946 i 1947 guanyà el campionat de l'AAU del trampolí de 3 metres.